# Umm Salal Ali
Umm Salal Ali é uma cidade situada no município de Umm Salal, no Qatar.